# استیسی ناریس
استیسی ناریس (انگلیسی: Stacey Naris؛ زادهٔ ۲۴ فوریهٔ ۱۹۹۱) بازیکن فوتبال اهل نامیبیا است.
وی همچنین در تیم ملی فوتبال Namibia بازی کرده‌است.